# Kuchnia syczuańska

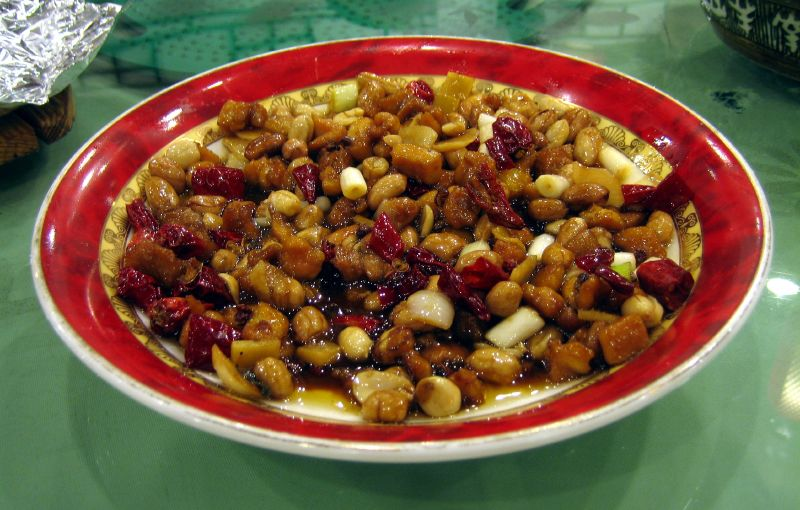
Kurczak gongbao

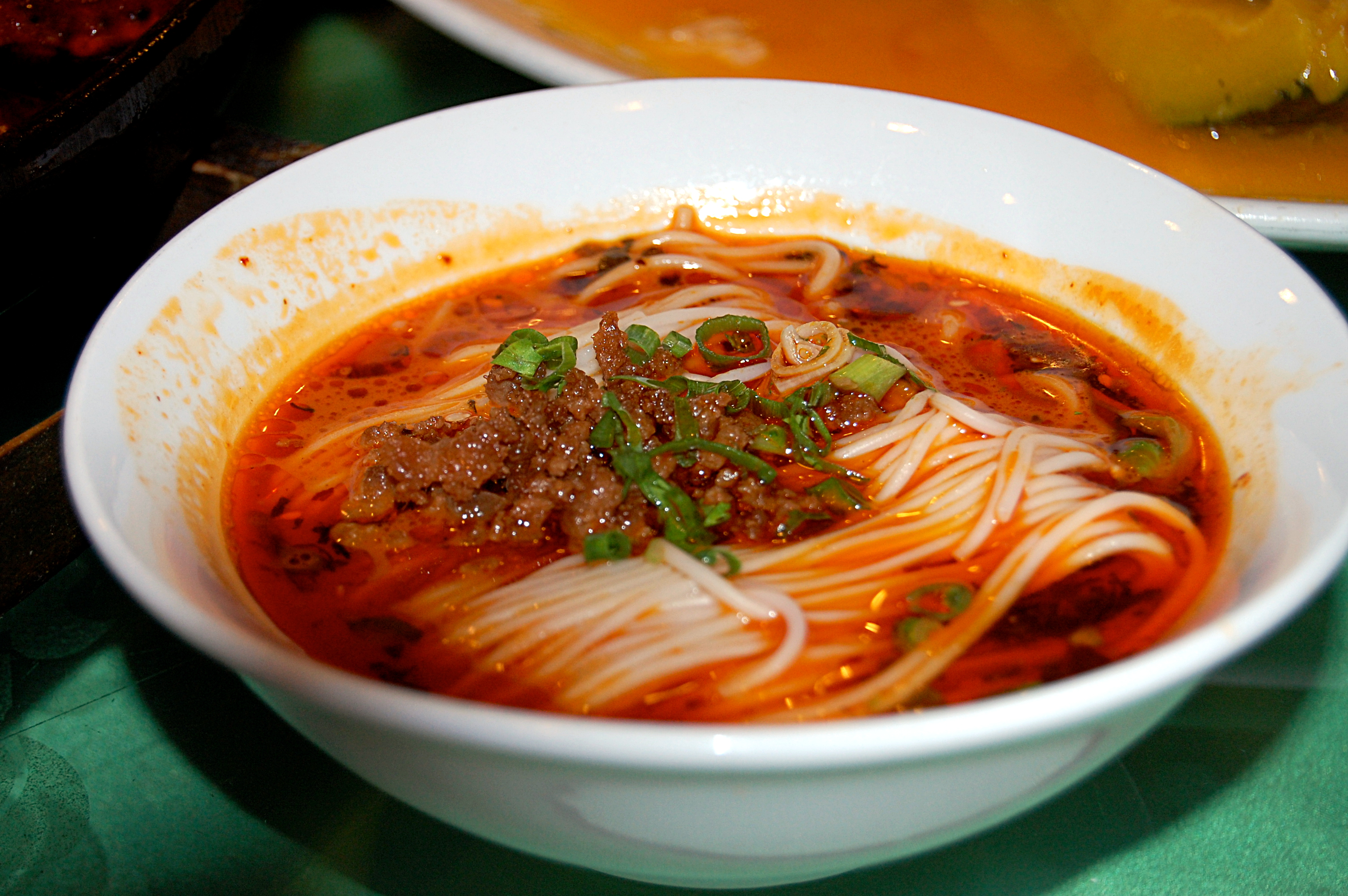
Makaron dandan

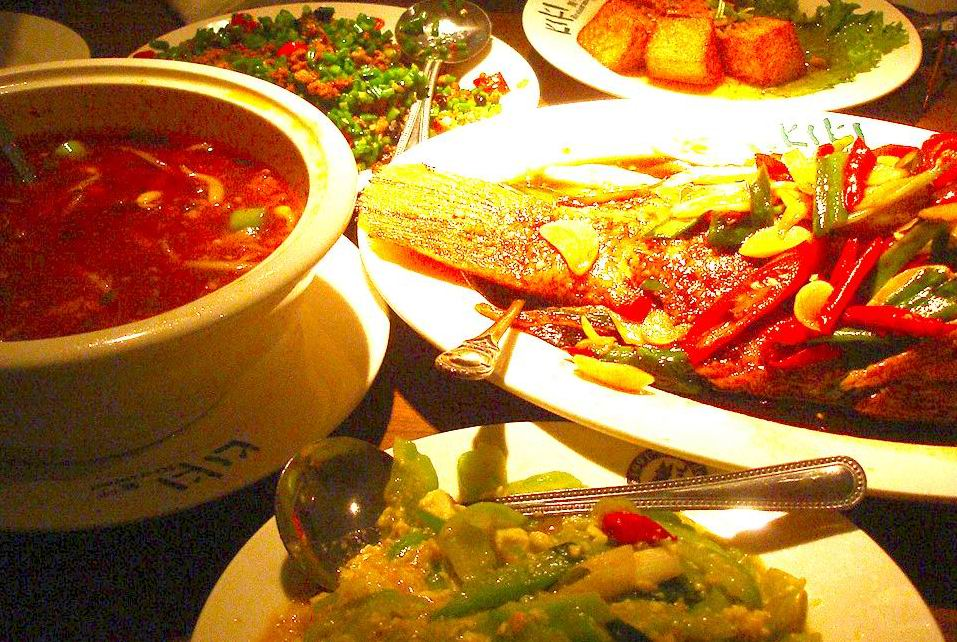
Duża ilość papryki chili

Kuchnia syczuańska (chiń. 川菜; pinyin chuāncài) – jedna z najbardziej popularnych kuchni regionalnych w Chinach. Związana jest głównie z zachodnią częścią kraju, przede wszystkim Syczuanem i dzieli się na dwie tradycyjne części – kuchnię z Chengdu i z Chongqing, przy czym ta druga jest skrajnie pikantna.

## Charakterystyka
Charakterystyka kuchni syczuańskiej związana jest z dusznym i wilgotnym klimatem regionu. Powoduje on, że wykształciło się tu upodobanie do bardzo pikantnego jedzenia, które w opinii mieszkańców ma za zadanie wyciągać wilgoć z ciała i przywrócić zachwianą przez klimat równowagę między yin i yang. Wyjątkowa żyzność gleby odpowiada natomiast za obfitość plonów i ich różnorodność. Początkowo kuchnia ta była dużo bardziej łagodna, jednakże już bardzo wcześnie na jej charakter wpływ miało obfite stosowanie cebuli, czosnku i imbiru. Już około IV wieku znane są pierwsze wzmianki na temat odważnego eksperymentowania kulinarnego w tym regionie. Z czasem do instrumentarium przypraw dołączyły kolendra, anyż, douchi (fermentowana czarna fasola) i zha cai (marynowane warzywa, w tym przede wszystkim bulwy gorczycy sarepskiej). Prawdziwym przełomem było jednak zastosowanie ostrej papryki chili, która zaimportowana do Syczuanu w XVI wieku przez portugalskich kupców z Ameryki Południowej, zrobiła tam błyskawiczną karierę i obecnie jest, wraz z pieprzem syczuańskim, podstawowym znakiem rozpoznawczym zestawu syczuańskich przypraw i bazą większości dań – sosów, zup i dań głównych. Pieprz syczuański odpowiada natomiast za charakterystyczne uczucie mroźnego pieczenia i mrowienia na wargach. Znany był w Syczuanie jeszcze przed przywiezieniem tu pieprzu czarnego i białego. 
Kuchnia syczuańska jest bardzo różnorodna i bogata w procesy przygotowywania pożywienia. Mieszkańcy mówią, że każda potrawa ma swoją specyfikę, a sto potraw to sto smaków. Znane jest około pięć tysięcy dań regionalnych, a sam proces przesmażania potraw odbywać może się na kilkanaście sposobów (na sucho, w ruchu, eksplozywnie, w głębokim tłuszczu, z wydobyciem aromatów, itd.). Kucharze syczuańscy są także mistrzami w duszeniu, marynowaniu, a nawet wędzeniu potraw (sztandarową potrawą są lekko wędzone żeberka). Istotną cechą rozpoznawczą kuchni jest łączenie smaków o odmiennym charakterze – ostrych, kwaśnych oraz słodkich (np. zupa ostro-kwaśna). 
Kuchnia niektórych regionów Syczuanu uchodzi za bardzo pikantną nawet dla Chińczyków, natomiast dla przybyszów z Zachodu bywa wręcz niemożliwa do zaakceptowania. Przykładem takiego sposobu podawania dań jest rejon Chongqing, położony w szczególnie dusznym i wilgotnym terenie nad rzeką Jangcy. Przygotowywane tutaj mięso, podroby, grzyby czy warzywa w oleju przesmażanym z chili należą prawdopodobnie do najbardziej ostrych dań na świecie. Uderzająco pikantny, wręcz odrętwiający smak tutejszych potraw nosi nazwę mala.
W 1985, w Chengdu, założono Syczuańską Akademię Sztuki Kulinarnej, która ma za zadanie kultywowanie syczuańskich tradycji gastronomicznych, zachowanie tradycyjnych smaków i sposobów przyrządzania potraw.

## Dania
Przykładowe dania kuchni syczuańskiej to:
- makaron dandan,
- makaron siliang,
- podwójnie gotowana wieprzowina,
- kurczak gongbao,
- wędzone żeberka,
- kaczka podwędzana w liściach herbacianych,
- karp w sosie ostro-słodkim,
- zupa ostro-kwaśna,
- bakłażany nadziewane mielonym mięsem z ostrym sosem,
- bakłażany o rybnym aromacie.